# Fakel (SMP)
 (octobre 2024).
Fakel (en russe : факел) est une société militaire privée actuellement déployée par la Russie lors de l'invasion russe de l'Ukraine.

## Histoire
Fakel a été fondée en 2023 par Gazprom Neft, filiale d'entreprise gazière d'État russe, comme une alternative plus loyale au groupe Wagner, qui à l'époque venait juste de commencer à entrer en conflit avec le haut commandement russe sur des questions d'approvisionnement en matériel et de tactique. Le groupe a été fondé aux côtés de deux autres sociétés militaires privées de Gazprom, Plamya et Potok. Fakel et Plamya seraient directement subordonnés au ministère russe de la Défense, tandis que Potok a rejoint Redut, une société militaire privée également contrôlée par le ministère russe de la Défense,,.
Fakel et les autres sociétés gérées par Gazprom ont pour base de recrutement des employés de Gazprom, leur promettant que pendant leur séjour en Ukraine, leurs postes de travail leur seront garantis à leur retour. Un important contingent de combattants est composé de membres des services de sécurité de Gazprom. Fakel est également le nom d'un concours de talents biannuel organisé par Gazprom, un grand festival au cours duquel des équipes d'artistes de tous âges s'affrontent pour des prix, le logo du concours étant très similaire à celui utilisé par la SMP. Fakel est également le nom de l'équipe semi-professionnelle de tennis de table de l'entreprise. Bien que la société n'ait aucune affiliation politique officielle, plusieurs de ses membres soutiennent le parti d'extrême droite Pravaya Rossiya dirigé par Georg Borovikov qui cherche à restaurer l'Empire russe, et qui a déclaré qu'ils étaient l'un des mécènes de Fakel. De plus, plusieurs membres de la société ont déclaré sur Telegram qu'ils se battaient pour restaurer l'Empire.
Evgueni Prigojine a critiqué Fakel, considérant l'organisation comme une concurrence pour son groupe Wagner. Prigojine a affirme que Fakel a participé au combat lors de la bataille de Bakhmut, où le groupe avait pour mission de couvrir les flancs de Wagner ce qu'il n'aurait pas réussi à faire ce qui a donné lieu à une manœuvre de flanc ukrainienne réussie ayant entraîné un grand nombre de pertes chez Wagner. Prigojine a affirmé que l'unité avait une formation et du matériel médiocres, et qu'elle manquait de « commandants de niveau tactique ». L'unité a également participé aux combats de la bataille de Soledar.